# 阿尔伯塔省政府
阿尔伯塔省政府是加拿大阿尔伯塔省的省级政府。广义上由省立法机关、省行政机关和省司法机关组成；狭义上特指省行政机关。

## 官方
加拿大國王查理三世在亞伯達省級為以亞伯達省為權利主體的國王（The King in Right of Alberta），其職能由亞伯達省省督（Lieutenant Governor of Alberta）代為行使。亞伯達省省督由加拿大總督根據加拿大總理的推薦與亞伯達省省長協商委任。

## 立法机关
阿尔伯塔省議會是阿尔伯塔省的立法机关，负责加拿大宪法和其他法律规定的属于本省管辖范围内的立法工作，监督本省行政机关等事务。

## 行政机关

### 省行政会议（内阁）
省行政会议（内阁）由省长、省行政机关各组成部门主管（各厅厅长）及其他必要人员组成。内阁成员由省长向省督建议，由省督任命；内阁成员通常为省议会议员。
本届省行政会议现时组成人员共28人。

### 省行政机关的组成部门
现时省行政机关的组成部门共有22个。
- 阿尔伯塔省高等教育厅
- 阿尔伯塔省农业和林业厅
- 阿尔伯塔省儿童服务厅
- 阿尔伯塔省政府沟通和公众参与厅
- 阿尔伯塔省社区和社会服务厅
- 阿尔伯塔省文化、多元化和女性地位厅
- 阿尔伯塔省教育厅
- 阿尔伯塔省能源厅
- 阿尔伯塔省环境和公园厅
- 阿尔伯塔省政府事务厅
- 阿尔伯塔省卫生厅
- 阿尔伯塔省原住民关系厅
- 阿尔伯塔省基础设施厅
- 阿尔伯塔省就业、经济和创新厅
- 亞伯達省司法暨法務廳
- 阿尔伯塔省劳工和移民厅
- 阿尔伯塔省市政事务厅
- 阿尔伯塔省公共服务委员会
- 阿尔伯塔省老年人和住房厅
- 阿尔伯塔省服务厅
- 阿尔伯塔省交通厅
- 阿尔伯塔省省国库和财政厅

### 省属办公室和机构
独立或半独立运作的省属机构。
- 阿尔伯塔省政府关系办公室
- 阿尔伯塔省数字创新办公室
- 阿尔伯塔省新移民公平办公室
- 阿尔伯塔省法语事务秘书处
- 阿尔伯塔省首席医检官
- 阿尔伯塔省首席医疗卫生官办公室
- 阿尔伯塔省首席兽医办公室
- 阿尔伯塔省首席科学家办公室
- 阿尔伯塔省公眾監護人及受託人办公室（OPGT）

## 司法机关
阿尔伯塔省的最高法院为阿尔伯塔省法院皇座法庭，省上诉法院为阿尔伯塔省上诉法院。